# وليد حامد توفيق
وليد حميد توفيق الناصري التكريتي هو عسكري عراقي سابق شغل منصب محافظ البصرة حتى احتلال العراق عام 2003.
شغل منصب مدير جهاز الأمن الخاص في حزيران 2001 خلفا لقصي صدام حسين. وفي أيلول 2002، شغل منصب محافظ البصرة، بينما شغل هاني عبد اللطيف منصب مدير جهاز الأمن الخاص.
ورد اسمه ضمن قائمة العراقيين المطلوبين لدى الولايات المتحدة ضمن التسلسل 26، وكان بطاقته ضمن مجموعة أوراق اللعب لأهم المطلوبين العراقيين تحمل علامة السباتي 8.
استسلم عندما حضر برفقة والده إلى مقر حزب المؤتمر العراقي ثم سُلم للقوات الأمريكية في 29 نيسان 2003. احيل إلى المحكمة الجنايات العليا بقضية الانتفاضة الشعبانية وحكم عليه بالسجن لمدة 15 عام.
في عام 2017، أقر مجلس النواب العراقي قانونا ينص على مصادرة الأموال المنقولة وغير المنقولة لكل من صدام حسين وزوجاته وأولاده وأحفاده وأقربائه حتى الدرجة الثانية ووكلائهم ومصادرة أموال قائمة من 52 من أركان النظام السابق، كان من بينهم وليد حميد توفيق.
في 25 حزيران 2020، أطلق سراحه.